# Chiesa di San Pietro all'Orto (Milano)
La chiesa di San Pietro all'Orto era una piccola chiesa di Milano che si trovava nell'omonima contrada, oggi via San Pietro all'Orto, circa all'incrocio con l'attuale e moderno Corso Matteotti.

## Storia
Era così chiamata per la presenza di spazi coltivati ad ortaglie posti dietro l'abside della chiesa.
Si dice che la piccola chiesa fosse stata fondata da San Mona ma le prime testimonianze della sua esistenza risalgono alla fine del XIV secolo quando era attestata come "capella". Nei secoli successivi è sempre attestata come parrocchia del Sestiere di Porta Orientale. 
Presso la chiesa si trovava il palazzo di Galeazzo II Visconti su cui in seguito sorse Palazzo Corio Casati.
Alla fine del XVIII secolo la parrocchia possedeva fondi per 15,12 pertiche e tra il 1779 e il 1780 contava 271 anime con una rendita netta di 1.332,43 lire.
La parrocchia fu soppressa il 25 dicembre 1787 ed unita a quella di San Carlo al Corso.

## Architettura
Era costituita da una sola navata coperta da un semplice soffitto. Sulle pareti laterali vi erano affreschi raffiguranti episodi della vita di San Pietro dipinti dai Fiammenghini.